# Катери
Катери (фр. Cateri, корс. I Cateri) — коммуна во Франции, находится в регионе Корсика. Департамент коммуны — Верхняя Корсика. Входит в состав кантона Кальви. Округ коммуны — Кальви.
Код INSEE коммуны — 2B084.

## Население
Население коммуны на 2008 год составляло 209 человек.
| 1962 | 1968 | 1975 | 1982 | 1990 | 1999 | 2008 |
| ---- | ---- | ---- | ---- | ---- | ---- | ---- |
| 184  | 184  | 191  | 251  | 210  | 219  | 209  |

## Экономика
В 2007 году среди 147 человек в трудоспособном возрасте (15—64 лет) 92 были экономически активными, 55 — неактивными (показатель активности — 62,6 %, в 1999 году было 62,8 %). Из 92 активных работали 76 человек (47 мужчин и 29 женщин), безработных было 16 (4 мужчины и 12 женщин). Среди 55 неактивных 9 человек были учениками или студентами, 11 — пенсионерами, 35 были неактивными по другим причинам.

## Фотогалерея
- Катери
- Катери
- Церковь San Cesariu
- Церковь монастыря Marcassu